# Ughy Attila
Ughy Attila (Budapest, 1969. szeptember 3.  –) magyar várospolitikus, 2010-től 2019 októberig Budapest XVIII. kerületének polgármestere.

## Életpályája
Budapesten a XVIII. kerületi Kassa Utcai Általános Iskolában, majd a Hunyadi Mátyás Gimnáziumban végezte alap- és középfokú tanulmányait. Földrajz–történelem szakos diplomáját az Eötvös Loránd Tudományegyetemen szerezte meg. Az 1998-as parlamenti választáson a Fidesz fővárosi listájáról nyert országgyűlési képviselői mandátumot. Egyidejűleg a  Bókay-telep egyéni képviselője és fővárosi képviselő volt.
2006 és 2010 között a Fővárosi Közgyűlés Városfejlesztési és Városképvédelmi Bizottság elnöke volt. 2010 és 2014 között a Fővárosi Közgyűlés Városképvédelmi és Városfejlesztési tanácsnok, valamint a Közterület-hasznosítási Bizottság elnöke volt.
2010 és 2014 között Budapest Főváros XVIII. kerület Pestszentlőrinc-Pestszentimre polgármestere, országgyűlési képviselő, valamint az országgyűlés Európai Uniós Ügyek Bizottságának tagja. 2014 októberében újraválasztották. 2019. október 13-án Szaniszló Sándor nyerte a kerületi polgármester-választást.